# Cerocala albimaculata
Cerocala albimaculata là một loài bướm đêm trong họ Erebidae.